# Rio Aleu
O Rio Aleu é um rio da Romênia afluente do rio Crişul Pietros, localizado no distrito de Bihor.